# Bassano del Grappa
Bassano del Grappa (Véneto: Basan [baˈsaŋ] o Bassan/Bassàn (italianizado)) es un municipio de la provincia de Vicenza en la región del Véneto, norte de Italia.
La ópera de Verdi Oberto está ambientada en esta localidad.

## Contexto geográfico
Bassano del Grappa está situada en el noreste de la península italiana, en la provincia de Vicenza, en el corazón de la región del Véneto. La ciudad descansa en la falda de los Prealpes Vicentinos, en el punto en el que el río Brenta desemboca del valle Canal Brenta. Se halla bien comunicada con los principales centros de población vecinos: Padua, Vicenza, Venecia y Verona.

## Área urbana
El área urbana de Bassano del Grappa comprende los municipios de Pove del Grappa, Solagna, Campolongo sul Brenta, Cartigliano, Nove y las pedanías de San Giuseppe y San Zeno del municipio de Cassola, Romano Alto, San Giacomo e Fellette del municipio de Romano d'Ezzelino, y la de Travettore del municipio de Rosà. El área urbana de la ciudad Bassano del Grappa tiene un población de cerca de 65.000 habitantes. 

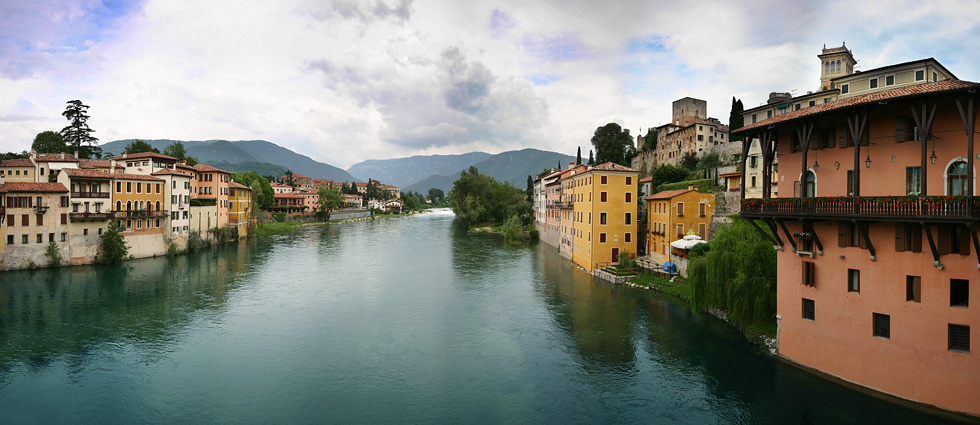
Bassano vista desde el Puente degli Alpini.

## Patrimonio artístico
Bassano del Grappa es una villa medieval, famosa por su puente. En toda la ciudad encontramos edificios de espléndido gusto: paseando por el centro histórico se llega a las tres plazoletas centrales, donde se asoman hermosos palacios como el Monte di Pietà y la Loggia del Comune. En Plaza Garibaldi se encuentra el Museo Cívico, que entre otras obras conserva varias telas del pintor Jacopo da Ponte.
La verdadera perla de Bassano es el puente de madera cubierto, que fue proyectado por Andrea Palladio y reconstruido diversas veces con su aspecto original. La última vez fue reconstruido después de la Segunda Guerra Mundial. 
Bassano también es famosa por las cerámicas y la producción de su grapa. Junto al puente cubierto merece una visita la antigua sede de las Distillerie Nardini.

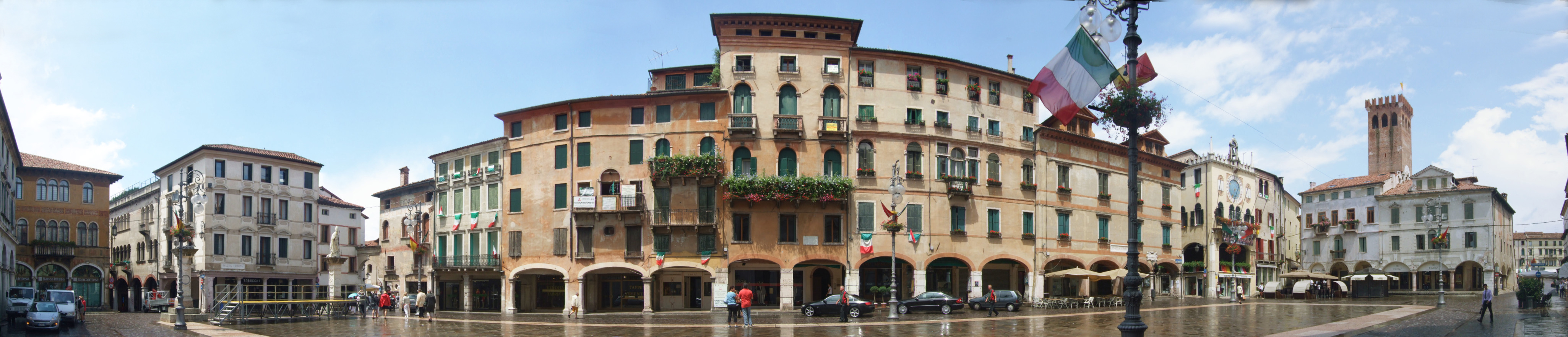
Bassano del Grappa, Piazza della Liberta.

## Evolución demográfica
| Gráfica de evolución demográfica de Bassano del Grappa entre 1861 y 2001 |
|                                                                          |
| Fuente ISTAT - elaboración gráfica de Wikipedia                          |

## Personajes relacionados con la ciudad
- Francesca Michielin, cantante que representó a su país en el Festival de la Canción de Eurovisión 2016.
- Simone Cogo, músico y fundador de la banda de rock electrónico de The Bloody Beetroots.
- Tito Gobbi, destacado barítono operístico de la segunda mitad del siglo XX.
- Massimo Biassion, piloto de WRC.